# Czesława Kwoka
Czesława Kwoka (Wólka Złojecka, 15 d'agost de 1928 - Auschwitz, 12 de març de 1943) va ser una noia catòlica polonesa que va ser assassinada als 14 anys al camp de concentració i d'extermini d'Auschwitz-Birkenau. És una dels milers de nens víctimes dels crims alemanys de la Segona Guerra Mundial contra els polonesos a la Polònia ocupada per l'Alemanya nazi.
Hi ha una fotografia seva a l'exposició del Museu Estatal d'Auschwitz-Birkenau, «Bloc 6. Exposició: La vida dels presoners» Les fotografies de Kwoka i d'altres fetes pel «famós fotògraf d'Auschwitz» Wilhelm Brasse, entre 1940 i 1945, es mostren al memorial fotogràfic del Museu. Brasse analitza diverses de les fotografies que apareixen a Portrecista (El retratista), un documental polonès del 2005 per a la televisió sobre ell, i que s'ha citat en diversos articles i llibres.

## Biografia
Czesława Kwoka va néixer a Wólka Złojecka, un petit poble de Polònia. La serva mare, Katarzyna Kwoka, era catòlica. Juntament amb la seva mare (presonera número 26.946), Czesława Kwoka (presonera número 26.947) va ser deportada i transportada des de Zamość (Polònia) fins a Auschwitz, el 13 de desembre de 1942. El 12 de març de 1943, menys d'un mes després de la mort de la seva mare (18 de febrer de 1943), Czesława Kwoka va morir als 14 anys; no es van registrar les circumstàncies de les seves morts.

## Context històric general dels nens víctimes d'Auschwitz

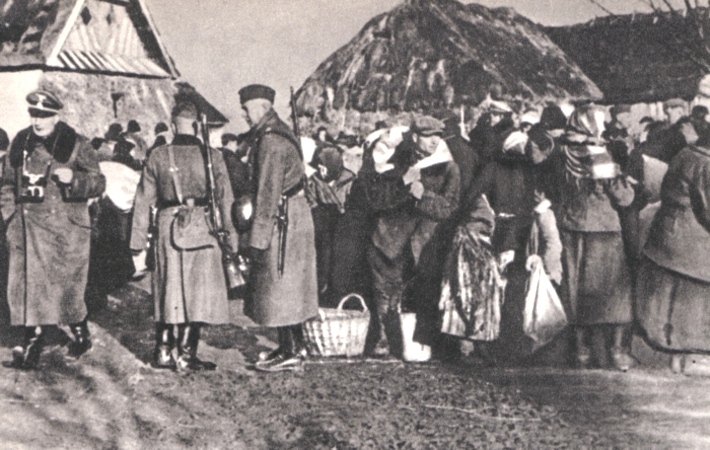
Expulsió dels polonesos dels pobles de la regió de Zamość pels soldats alemanys de la Waffen-SS, desembre de 1942

Czesława Kwoka va ser una dels «aproximadament 230.000 nens i joves menors de 18 anys» entre les 1.300.000 persones que van ser deportades a Auschwitz-Birkenau entre 1940 i 1945.
El Centre d'Educació sobre l'Holocaust i Auschwitz del Museu Estatal d'Auschwitz-Birkenau documenta les circumstàncies de la guerra que van portar a adults i nens joves com Kwoka als camps de concentració en la seva publicació de 2004 d'un àlbum de fotografies compilades per la seva historiadora Helena Kubica; aquestes fotografies es van publicar per primera vegada a la versió polonesa/alemanya del llibre de Kubica el 2002. Segons el museu, dels aproximadament 230.000 nens i joves deportats a Auschwitz, més de 216.000 nens eren d'origen jueu; més de 11.000 nens provenien de famílies gitanes; els altres nens eren polonesos, belarussos, ucraïnesos, russos o d'altres ètnies.
La majoria d'aquests nens «van arribar al camp juntament amb les seves famílies com a part de les diverses operacions que els nazis van dur a terme contra grups ètnics o socials»; l'objectiu d'aquestes operacions eren «els jueus com a part de l'impuls de l'extermini total del poble jueu, els gitanos com a part de l'esforç per aïllar i destruir la població gitana, els polonesos en relació amb l'expulsió i la deportació de pobles i famílies senceres des de la regió de Zamość i de Varsòvia durant l'insurrecció de Varsòvia a l'agost de 1944», així com els belarussos i altres ciutadans de la Unió Soviètica «en represàlia per la resistència partisana» en els territoris ocupats per Alemanya.
De tots aquests nens i joves, «Només uns 20.000 ... incloent 11.000 gitanos, van ser registrats en els registres del camp. Uns 650 van sobreviure fins a l'alliberament [el 1945]».
Czesława Kwoka va ser un d'aquests milers de nens que no van sobreviure a Auschwitz i entre aquells que tenen una «fotografia d'identificació». Aquesta fotografia, juntament amb les seves dades obtingudes dels anomenats «Llibres de la Mort», apareix en un monument commemoratiu en una paret del Bloc 6. Exposició: Vida dels presoners.

## Context històric particular de les fotografies de Czesława Kwoka
Després de la seva arribada a Auschwitz, Czesława Kwoka va ser fotografiada pels registres del camp de concentració del Reich, sent identificada de la mateixa manera que els prop de 40.000 a 50.000 subjectes a qui se'ls va fer aquesta «fotografia d'identificació» presa sota coacció a Auschwitz-Birkenau per Wilhelm Brasse, un jove polonès de vint anys (conegut com a presoner d'Auschwitz número 3.444). Format com a fotògraf retratista en el taller de la seva tia abans de la invasió alemanya de Polònia de 1939 al començament de la Segona Guerra Mundial, Brasse i altres presoners van ser els encarregats de fotografiar els presos pels registres nazis, sota les condicions terribles del camp i amb l'amenaça de mort imminent si els fotògrafs es negaven a complir.
Es va ordenar als fotògrafs que per a cada pres s'havia de fer tres fotografies: «una de front, i dues de cada costat de la cara». Encara que al final de la guerra es va ordenar destruir totes les fotografies i els seus negatius, Brasse es va fer famós després de la guerra per haver ajudat a rescatar alguns d'ells de l'oblit.

## Fotografies d'identificació en exposicions commemoratives i arxius fotogràfics d'Auschwitz

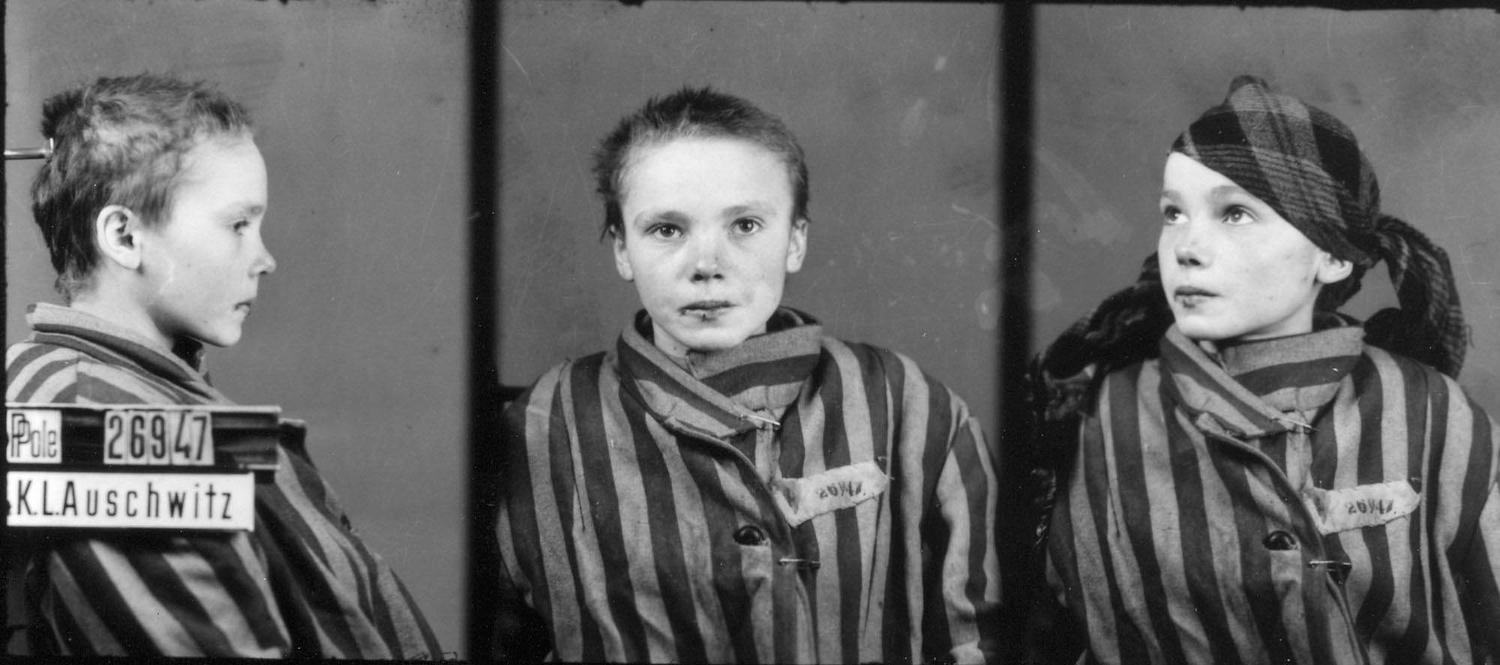
Czesława Kwoka, 1942 o 1943. Fotografia d'identificació realitzada pel fotógraf i presoner Wilhem Brase que es pot veure al Museu Estatal d'Auschwitz-Birkenau.

Encara que la majoria d'aquestes fotografies dels reclusos d'Auschwitz (víctimes i supervivents) ja no existeixen, algunes fotografies es mostren al memorial del Museu Estatal d'Auschwitz-Birkenau (on s'exposen les fotografies de Kwoka), i al Yad va-Xem (junt amb els màrtirs i els herois de l'Holocaust), memorial oficial d'Israel a les víctimes jueves de la Xoà.
La informació dels subtítols adjunts a les fotografies del Museu Estatal d'Auschwitz-Birkenau, als arxius fotogràfics i a les peces exposades en memòria per part del Departament d'Exposicions del Museu, s'ha obtingut dels registres dels camps i altres documents confiscats quan els camps van ser alliberats el 1945 i es van arxivar posteriorment. Aquesta col·lecció d'arxius fotogràfics del museu, junt amb les fotografies reconstruïdes i / o revelades a partir dels negatius rescatats per Brasse i el seu company fotògraf Bronislaw Jureczek durant els anys 1940-1945, estan identificades pel nom, número de presoner del camp de concentració, data i lloc de naixement, data de la mort i edat a la mort (si escau), identitat nacional o ètnica, afiliació religiosa i data d'arribada al camp. Algunes fotografies acreditades a Brasse, inclosa la «fotografia d'identificació» amb les 3 poses de Kwoka, es troben en el memorial per als presos del Museu Estatal d'Auschwitz-Birkenau, que formen part d'una exposició interior permanent anomenada «Bloc 6. Exposició: La vida dels presoners», muntada per primera vegada el 1955. La imatge de Kwoka també apareix al Departament d'Exposicions del museu, a la seva pàgina web oficial, en alguns dels àlbums i catàlegs publicats pel museu, i la pel·lícula documental de la televisió polonesa de 2005 sobre Brasse, El retratista, que es va mostrar a TVP1 i en nombrosos festivals de cinema.

## Els records de Brasse fotografiant a Kwoka
Brasse recorda la seva experiència fotografiant a Kwoka, específicament al documental El retratista (2005), fet corroborat pel corresponsal de la BBC, Fergal Keane, que va entrevistar Brasse sobre els seus records d'Auschwitz, en un article de la revista Live Mag, «Returning to Auschwitz: Photographs from Hell» (Tornant a Auschwitz: fotògrafs de l'infern), realitzat per l'estrena de la pel·lícula London (22 d'abril de 2007), publicat a Mail Online el 7 d'abril, que no inclou il·lustracions d'aquestes fotografies de Kwoka.

Com a visitant de l'exposició del Museu Estatal d'Auschwitz-Birkenau al Bloc 6, Keane també descriu les seves pròpies impressions de les fotografies de Kwoka amb un cert detall.
| « | Durant dies després de veure les fotografies, no em podia treure l'expressió de la noia de la meva ment. Té uns 14 anys [sic] i mira directament a la càmera. La noia ha arribat recentment al camp. Al llavi inferior hi ha un tall. Els seus ulls es miren directament a la lent i la por es transmet a través de les dècades. Però fins que Wilhelm Brasse em va dir la seva extraordinària història, no tenia ni idea de com es prenia la fotografia. La seva veu tremola mentre conta el que va passar. Era tan jove i tan espantada. La noia no entenia per què hi era i no podia entendre el que se li havia dit. Així que aquesta dona kapo (un capatàs dels presoners) va agafar un pal i li va copejar la cara. Aquesta dona alemanya acabava de treure el coratge de la noia. Una noia tan bella i tan innocent. Va plorar, però no podia fer res. Abans de prendre la fotografia, la noia es va netejar les llàgrimes i la sang del tall sobre el llavi. Per dir-te la veritat, em vaig sentir com si m'estava colpejant però no podia interferir. Hauria estat mortal per a mi. Mai no podries dir res. | » |

## Art
«Portant la imatge i la veu de Czesława a les nostres vides», Theresa Edwards (poetesa) i Lori Schreiner (pintora) van crear la Painting Czesława Kwoka (Pintant a Czesława Kwoka), un treball col·laboratiu de mitjans mixtos inspirat en les fotografies de Wilhelm Brasse, com a commemoració dels nens víctimes de la Holocaust.
En el 75è aniversari de la seva mort, es va publicar una versió acolorida de les fotografies.